# Libor Hruška
Libor Hruška (* 27. září 1965) je český herec a režisér. Je synem Zdeňka Hrušky, dabingového režiséra, a herečky Miluše Dreiseitlové. Bratr Zdeněk, manželka Kateřina Seidlová i syn Michal jsou také herci.

## Život
Vystudoval konzervatoř, jako herec působí nebo působil v Divadle ve věži (kde inscenace také režíruje), Divadle Na Prádle, Divadelní společnosti Háta, Státním divadle Ostrava, Divadle pod Palmovkou a Karlínském divadle. Příležitostně hraje ve filmu nebo televizi.
Jako dabingový režisér se podílí např. na českém znění seriálu Kobra 11, jako herec pravidelně dabuje od začátku 90. let 20. století a od té doby se objevil v desítkách filmech i seriálech (ze sci-fi např. jako Rodney McKay v seriálu Hvězdná brána: Atlantida, jako Benjamin Sisko v seriálu Star Trek: Stanice Deep Space Nine a od roku 2020 jako kapitán Gabriel Lorca v seriálu Star Trek: Discovery). Za dabing Raye Charlese (hraje Jamie Foxx) ve filmu Ray získal v roce 2006 Cenu Františka Filipovského.
Svůj hlas také propůjčil postavě Eddieho Scarpy v počítačové hře Mafia II.